# General Electric YF120
Das General Electric YF120 war ein Mantelstromtriebwerk mit Nachbrenner, das in den 1980er Jahren speziell für das „Advanced-Tactical-Fighter“-Programm entwickelt wurde, aus dem später die F-22 Raptor hervorging. Nachdem aber 1991 das YF119 von Pratt & Whitney für die Serienproduktion ausgewählt worden ist, wurde die Entwicklung des YF120 eingestellt. Später wurde es noch in der Zusammenarbeit mit Rolls-Royce für das JSF-Programm zum F136-Triebwerk weiterentwickelt, wobei auch dieses nicht in die Serienproduktion ging, sowie als technologische Grundlage für das „Advanced Technology Engine Gas Generator“ (ATEGG) und das „Joint Technology Demonstration Engine“ (JTDE) Programm genutzt.
Die technische Besonderheit des YF120 war das variable Nebenstromverhältnis (engl. Variable Cycle Engine). General Electric entwickelte diese Technik speziell für die Anforderungen im Bereich des Supercruise, also dem Fliegen im Überschallbereich ohne Nachbrenner. Im Überschallbereich oder in großen Flughöhen wurde der Nebenstrom beinahe auf null reduziert, womit sich das YF120 ähnlich wie ein Turbojet verhielt. Im Unterschallbereich dagegen wurde der Nebenstrom wieder vergrößert, um den spezifischen Kraftstoffverbrauch zu reduzieren. Obwohl im Rahmen der ATF-Erprobung mit Hilfe des variablen Nebenstroms bessere Flugleistungen erreicht werden konnten, stellte die Technik ein erhöhtes Entwicklungsrisiko dar, was vermutlich zusammen mit dem höheren Gewicht der Hauptgrund war, weshalb das YF120 die ATF-Ausschreibung verloren hat.

## Technische Daten
- Länge: 4,24 m
- Durchmesser: 1.067 mm
- Gewicht: 1.860 kg
- maximale Schubkraft: 156,76 kN (mit Nachbrenner)
- Schubkraft-Gewichts-Verhältnis: 8,59:1